# Carlshem

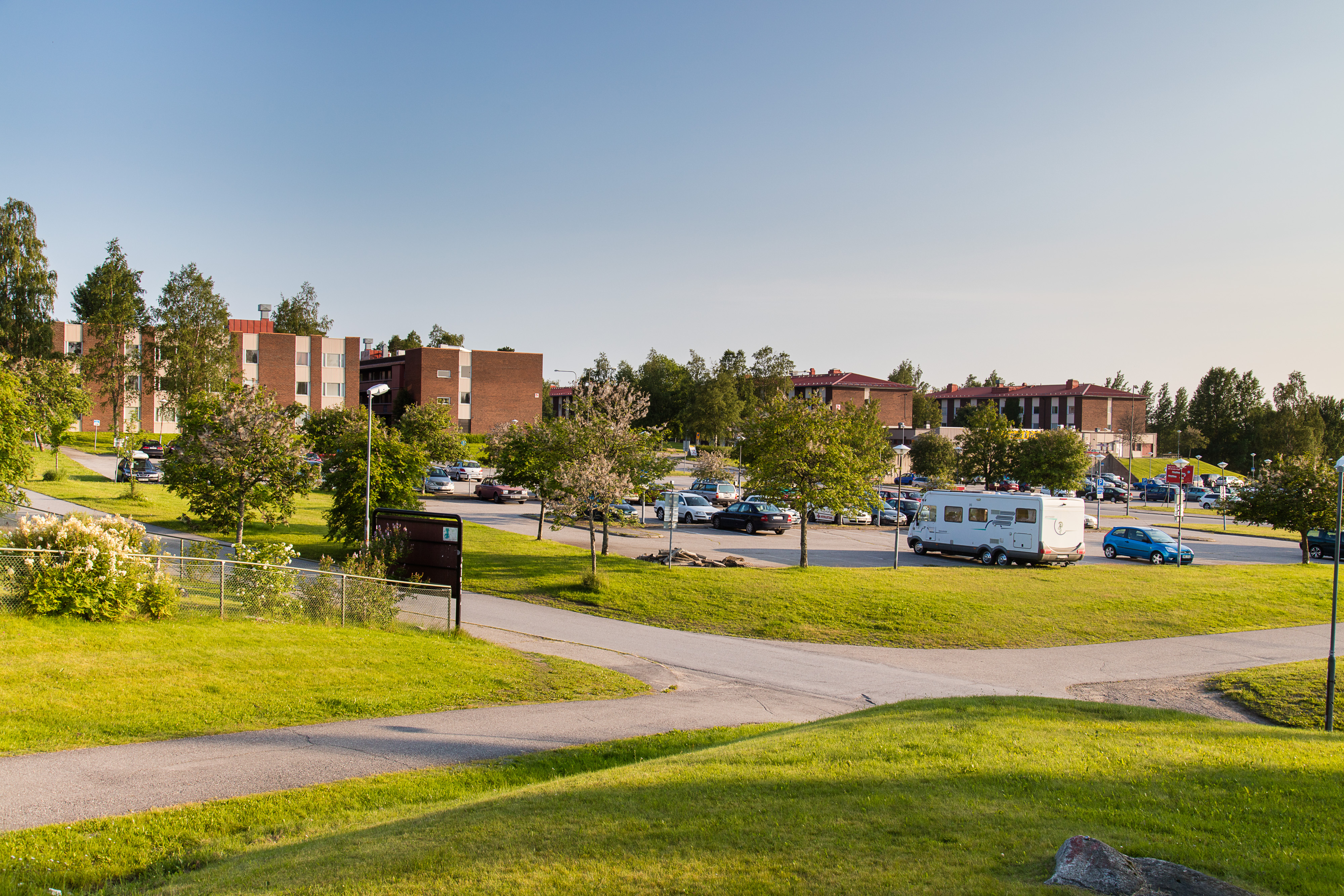
Carlshem.

Carlshem är ett delområde inom stadsdelen Ålidhemsområdet i sydöstra Umeå, cirka 5 kilometer från Umeå centrum. Området gränsar i väst mot Gimonäs och i norr – på andra sidan Kolbäcksvägen/E4 – mot Ålidhem. 
Stadsdelen – som också omfattar bostadsområdena Carlshöjd och Carlslid – har byggts och utvecklats sedan 1970-talet, inledningsvis främst med två- och trevånings hyreshus och småhus, senare även med ett mindre antal bostadsrätter och studentlägenheter.
Carlshem har inget egentligt centrum, men rymmer bland annat skolor, förskolor, frisersalong, fotvårdssalong, pizzeria, bensinstation med mera. På Glimmervägen närmast Kolbäcksvägen finns en företagspark som bland annat inhyser en vårdcentral.
Ett landmärke är den moderna Carlskyrkan, invigd 1984.

## Fler bilder

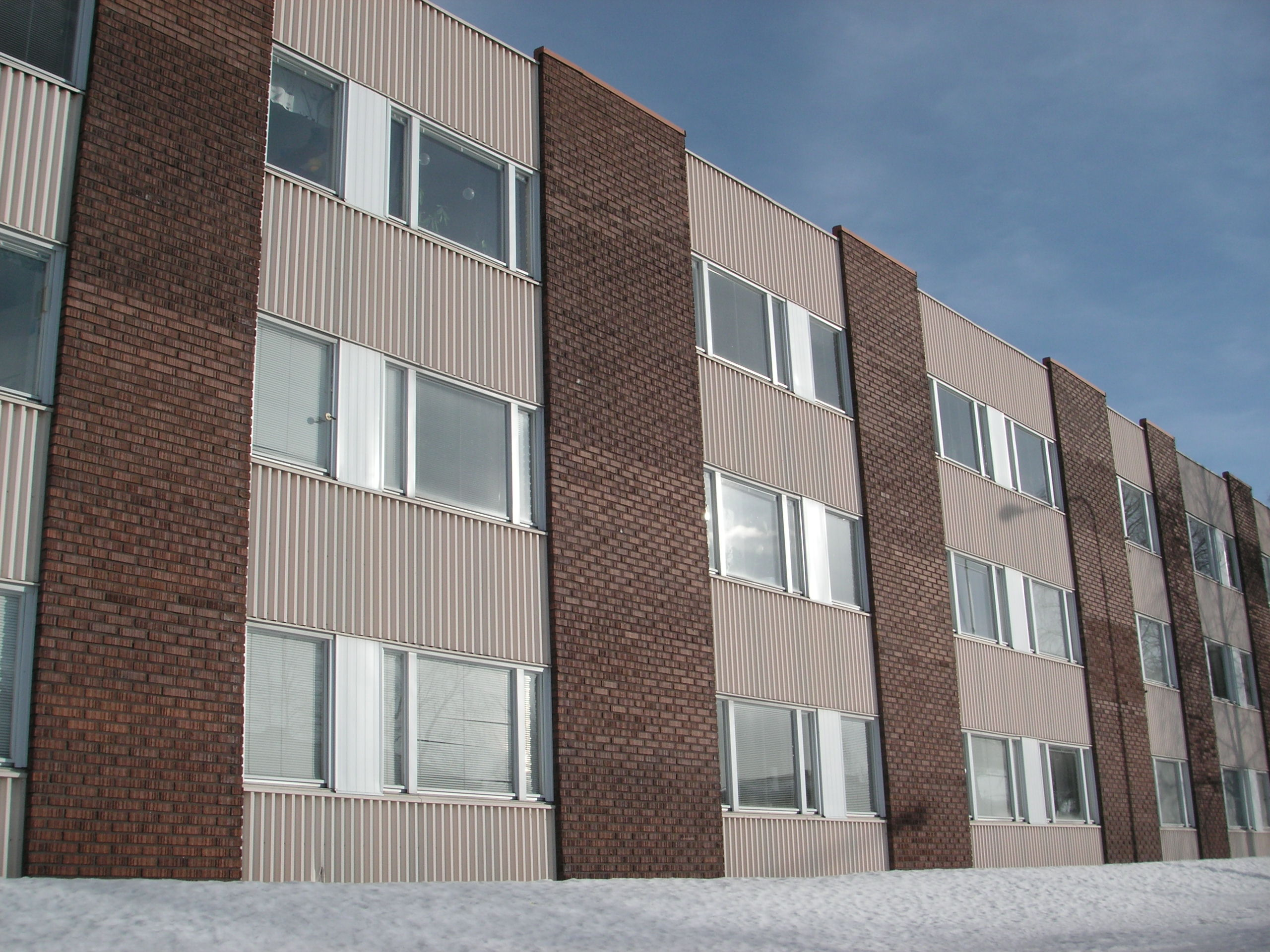
Hyreshus typiska för området Carlshem.
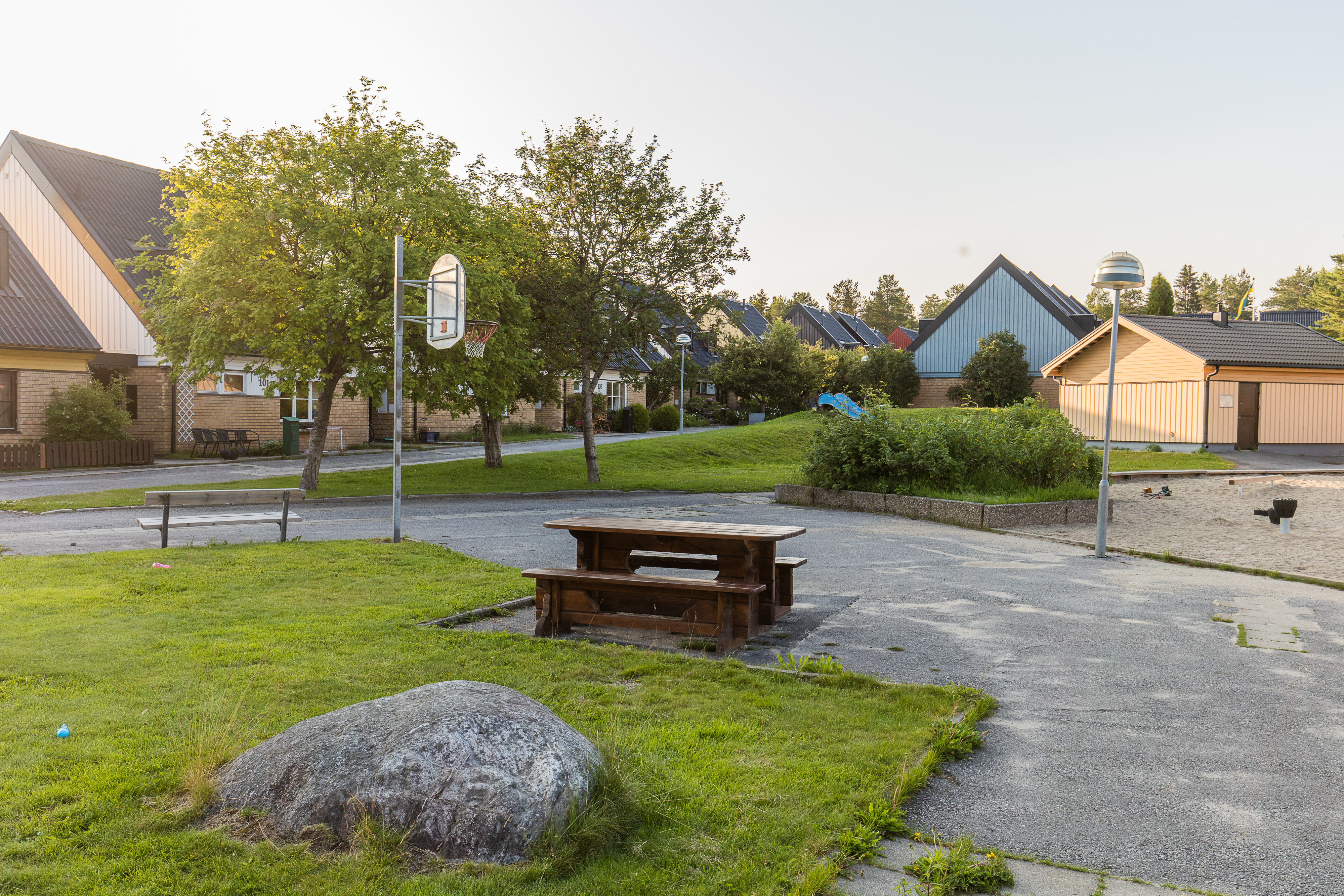
Småhus på Carlshöjd.
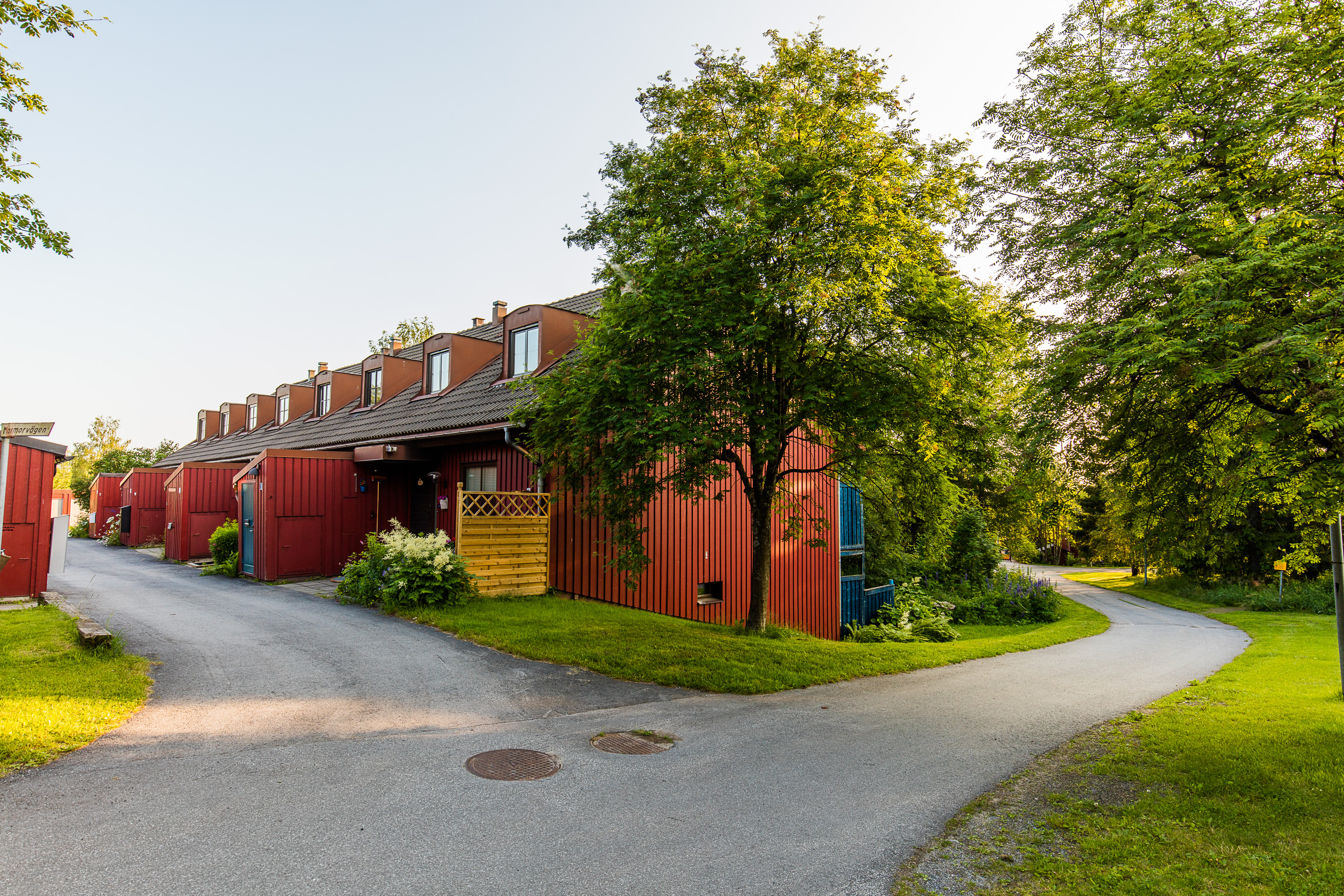
Radhus på Carlshöjd.

## Historia
Namnen Carlshem, Carlshöjd och Carlslid kan härledas till värdshuset Carlslund som i slutet av 1700-talet låg ungefär där Tomtebogårds skola och Älvans väg i stadsdelen Tomtebo ligger idag.